# Rhyacophila pulchra
Rhyacophila pulchra là một loài Trichoptera trong họ Rhyacophilidae. Chúng phân bố ở miền Cổ bắc.